# XX Zjazd KPZR
XX Zjazd Komunistycznej Partii Związku Radzieckiego – pierwszy zjazd partii po śmierci Stalina, który odbył się w dniach 14–25 lutego 1956 roku. Poprzedni, XIX zjazd miał miejsce w 1952, podczas którego nastąpiła zmiana nazwy partii.

## Historia

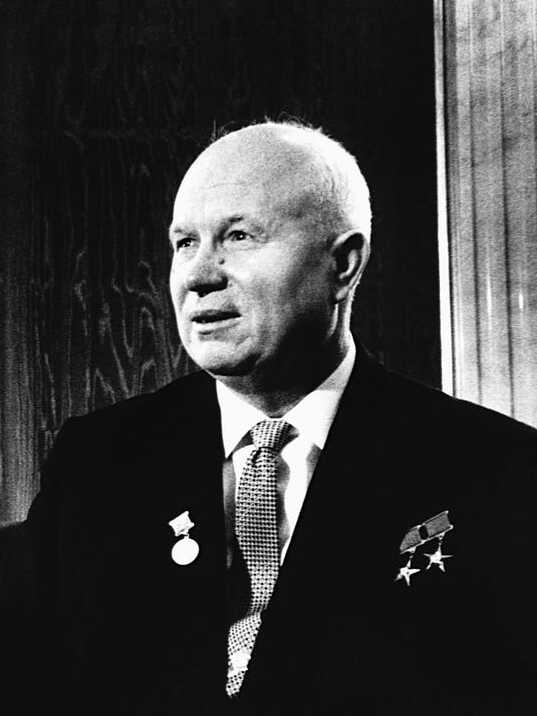
Nikita Chruszczow

Zjazd rozpoczął się w Wielkim Pałacu Kremlowskim w Moskwie 14 lutego 1956 roku o godzinie 10:00. Było na nim obecnych 1349 delegatów z głosem decydującym i 81 z głosem doradczym, a także 55 delegacji partii komunistycznych i robotniczych.
W referacie sprawozdawczym I sekretarz Komitetu Centralnego Komunistycznej Partii Związku Radzieckiego, Nikita Chruszczow, uznał za podstawowe zadanie międzynarodowego ruchu robotniczego utrzymanie pokoju i umocnienie jego gwarancji. Postawił także tezę, iż mimo istnienia imperializmu wojny nie są nieuniknione (Nie ma nieuchronnej konieczności wojen), a także uznał za możliwą koegzystencję dwóch systemów. Kładł nacisk na pogłębienie współpracy między państwami, zaakceptował różnorodność form przejścia do socjalizmu, wskazując na swoistość formy demokracji ludowej i drogi chińskiej. Potwierdził także socjalistyczny charakter Jugosławii. Krytyce poddał "kult jednostki" (nie używał jednak nazwiska Józefa Stalina). Jeszcze ostrzejsze zdanie na ten temat miał Anastas Mikojan:

W ciągu dwudziestu mniej więcej lat faktycznie nie było u nas kolektywnego kierownictwa, kwitł kult jednostki [...] co, rzecz jasna, nie mogło nie wywrzeć zdecydowanie ujemnego wpływu na sytuację w partii i na jej działalność.

Najważniejszym wydarzeniem zjazdu był wygłoszony na zakończenie obrad, na zamkniętym posiedzeniu bez udziału gości, referat Chruszczowa O kulcie jednostki i jego następstwach, którego celem było odsłonięcie kulis rządów Stalina. Osiągnął to między innymi poprzez przypomnienie opinii Włodzimierza Lenina i Nadieżdy Krupskiej o brutalności i autorytaryzmie Stalina czy ujawnienie mechanizmu czystek w latach 1935–1938 (z inicjatywy Stalina spośród 139 członków KC WKP(b) wybranych na XVII Zjeździe WKP(b) zostało aresztowanych 98; spośród 1966 delegatów na tenże Zjazd aresztowano 1108). O terrorze Stalina Chruszczow mówił między innymi:

Terror ten był faktycznie skierowany nie przeciwko resztkom rozbitych klas wyzyskiwaczy, lecz przeciwko uczciwym pracownikom partii i państwa radzieckiego, przeciwko którym wysuwano kłamliwe, oszczercze, niedorzeczne oskarżenia o "dwulicowość", "szpiegostwo", "szkodnictwo", przygotowanie zmyślonych zamachów i tym podobne. [...] Bardzo ciężkie następstwa [...] miała także ta okoliczność, że w ciągu lat 1937–1941 wskutek podejrzliwości Stalina unicestwiono na podstawie oszczerczych oskarżeń wielu dowódców wojskowych i pracowników politycznych.

Chruszczow uważał, iż dyktatura Stalina była przyczyną ciężkich następstw w czasie wielkiej wojny ojczyźnianej. Przekazał także informacje o tym, że Stalin zlekceważył informacje o zbliżającej się inwazji wojsk III Rzeszy na ZSRR w 1941 roku. Zakwestionował również zdolności dowódcze Stalina, jako wyolbrzymione przez usłużnych propagandystów, skrytykował dokonane na jego polecenie wysiedlanie z ojczystych terenów Kałmuków, Czeczeńców, Inguszów, Karaczajów czy Bałkarów. Chruszczow uważał, że kryzys jugosłowiański, w następstwie którego Związek Radziecki zerwał stosunki z Jugosławią, wynikał z wyolbrzymienia przez Stalina "błędów i niedociągnięć" w tychże stosunkach. Ujawnił, że Stalin osobiście kierował sprawą lekarzy kremlowskich, nazwał także Ławrientija Berię wrogiem partii.
Krytyka, mimo że nie ujawniła rzeczywistych przyczyn i mechanizmów radzieckiego totalitaryzmu, spowodowała szok w całym ruchu komunistycznym. Zjazd otworzył okres przewartościowań w stosunkach międzynarodowych. Krytyka dokonana przez Chruszczowa została przeniesiona na warunki polskie – pod hasłem "doścignąć KPZR" już 3 marca na naradzie centralnego aktywu partyjnego, zwołanej przez Biuro Polityczne KC PZPR, domagano się rozliczenia za "nadużycie władzy", naprawienie krzywd i ofiar stalinizmu w Polsce. Polska Zjednoczona Partia Robotnicza wkrótce potem zapoznała z treścią tajnego referatu Chruszczowa wszystkich swych członków. Referat był rozpowszechniany również wśród Polaków niezwiązanych z partią, tak w kraju, jak i za granicą.
Inne partie, na przykład Niemiecka Socjalistyczna Partia Jedności, Komunistyczna Partia Czechosłowacji czy Albańska Partia Pracy, traktowały referat jako tajny i nie ujawniały jego treści.
XX Zjazd uważa się za początek odwilży w Związku Radzieckim, a później w państwach Europy Środkowej.